# Umetnostno drsanje na Zimskih olimpijskih igrah 1936
Umetnostno drsanje na Zimskih olimpijskih igrah 1936.

## Dobitniki medalj
| Tekma  | Zlato                      | Srebro                     | Bron                            |
| Moški  | Karl Schäfer               | Ernst Baier                | Felix Kaspar                    |
| Ženske | Sonja Henie                | Cecilia Colledge           | Vivi-Anne Hultén                |
| Pari   | Maxi Herber in Ernst Baier | Ilse Pausin in Erik Pausin | Emília Rotter in László Szollás |